# Statistiche e record dell'Hellas Verona Football Club
Nella presente pagina sono riportate le statistiche nonché record riguardanti l'Hellas Verona Football Club, società calcistica italiana con sede a Verona.

## Partecipazione ai campionati
Di seguito una tabella raffigurante la partecipazione dell'Hellas Verona ai campionati di calcio.
| Livello | Categoria                | Partecipazioni | Debutto   | Ultima stagione | Totale |
| ------- | ------------------------ | -------------- | --------- | --------------- | ------ |
| 1º      | Prima Categoria          | 7              | 1910-1911 | 1920-1921       | 48     |
| 1º      | Prima Divisione          | 5              | 1921-1922 | 1925-1926       | 48     |
| 1º      | Divisione Nazionale      | 3              | 1926-1927 | 1928-1929       | 48     |
| 1º      | Serie A                  | 34             | 1957-1958 | 2024-2025       | 48     |
| 2º      | Serie B                  | 53             | 1929-1930 | 2018-2019       | 54     |
| 2º      | Serie B-C Alta Italia    | 1              | 1945-1946 | 1945-1946       | 54     |
| 3º      | Serie C                  | 2              | 1941-1942 | 1942-1943       | 6      |
| 3º      | Serie C1                 | 1              | 2007-2008 | 2007-2008       | 6      |
| 3º      | Lega Pro Prima Divisione | 3              | 2008-2009 | 2010-2011       | 6      |

Il Verona ha partecipato a 103 campionati nazionali, tutti nelle categorie professionistiche o loro progenitrici. Ai suoi albori ha inoltre disputato altri 5 campionati regionali di Prima Categoria, senza riuscire a qualificarsi al campionato nazionale.

## Partecipazione alle coppe europee
Di seguito una tabella raffigurante la partecipazione dell'Hellas Verona alle coppe europee.
| Categoria          | Partecipazioni | Debutto   | Ultima stagione |
| ------------------ | -------------- | --------- | --------------- |
| Coppa dei Campioni | 1              | 1985-1986 | 1985-1986       |
| Coppa UEFA         | 2              | 1983-1984 | 1987-1988       |

## Statistiche di squadra
Dalla sua fondazione, l'Hellas Verona gioca 48 campionati di primo livello, 54 di secondo e 6 di terzo. Nel corso dei campionati di A, la squadra ottiene il suo migliore piazzamento, ovvero il primo posto, nella Serie A 1984-1985. Altri importanti piazzamenti si hanno nella Serie B 1956-1957, nella Serie B 1981-1982 e nella Serie B 1998-1999, dove la squadra veronese conquista il campionato di Serie B e viene promossa; nella Serie C 1942-1943 si ha invece l'ottenimento dell'unico titolo di terzo livello della squadra. A livello internazionale, la squadra partecipa alla Coppa dei Campioni 1985-1986, alla Coppa UEFA 1983-1984 e a quella 1987-1988. L'Hellas è inoltre la diciottesima squadra che ha totalizzato il maggior numero di punti nella storia del campionato di Serie A.

## Statistiche individuali

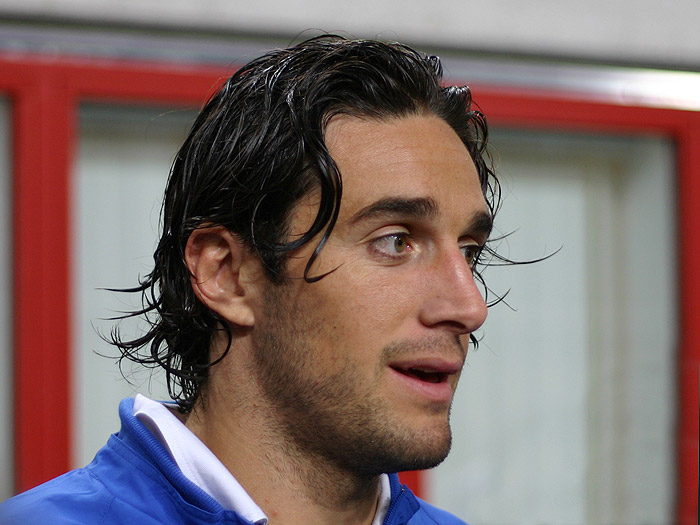
Luca Toni, migliore goleador scaligero in massima serie.

L'italiano Luigi Bernardi è il recordman di presenze assolute in maglia gialloblù, con 337 partite disputate a cavallo degli anni 1920 ed 1930 del XX secolo. Per quanto riguarda i goleador, l'oriundo verdeoro Arnaldo Porta detiene da oltre 80 anni il titolo di miglior cannoniere assoluto dell'Hellas Verona, grazie alle 74 reti siglate all'inizio del XX secolo, dagli anni dieci ai 1930. È seguito a ruota dal primo azzurro, Sergio Sega, fermatosi a quota 71 marcature (in due spezzoni di carriera) nel secondo dopoguerra. Ancora un brasiliano, Adaílton, detiene il primato di gol per uno straniero, con le 52 segnature messe a segno a cavallo del nuovo millennio. In campo continentale, capocannoniere dell'Hellas Verona nelle coppe europee è il danese Preben Elkjær, grazie ai 9 gol realizzati in 11 partite giocate, nelle file dei gialloblù, tra Coppa UEFA e Coppa dei Campioni.
Limitatamente alla Serie A, il più prolifico coi colori gialloblù è l'italiano Luca Toni, capace di siglare 48 reti dal 2013 al 2016. Il danese Elkjær è invece il maggior marcatore straniero dell'Hellas in massima serie, in virtù dei 32 gol siglati dal 1984 al 1988 Ancora Toni è il miglior marcatore del Verona in un singolo campionato di Serie A, con i 22 centri della stagione 2014-2015 che gli valsero, inoltre, il titolo di capocannoniere del torneo, primo e fin qui unico calciatore gialloblù a raggiungere tale traguardo. Daniele Cacia, con le 24 reti siglate nel campionato di Serie B 2012-2013, detiene invece il record assoluto di marcature in una singola stagione con la maglia degli scaligeri.

### Lista dei capitani
Statistiche aggiornate al 24 gennaio 2025.
| Calciatore          | Ruolo | Stagioni al club                            | Stagioni da capitano      | Presenze | Reti |
| ------------------- | ----- | ------------------------------------------- | ------------------------- | -------- | ---- |
| …                   |       |                                             |                           |          |      |
| Sante Begalli       | D/C   | 1949-1957 e 1958-1962                       | 1956-1957 e 1958-1962 (5) | 211      | 1    |
| Gianluigi Stefanini | C     | 1954-1959                                   | 1957-1958 (1)             | 114      | 7    |
| Giorgio Maioli      | C     | 1959-1960, 1961-1964 e 1971-1973            | 1962-1964 (2)             | 155      | 22   |
| Giancarlo Savoia    | D     | 1960-1961 e 1962-1970                       | 1964-1969 (5)             | 233      | 8    |
| Gianni Bui          | A     | 1967-1970                                   | 1969-1970 (1)             | 82       | 32   |
| Emiliano Mascetti   | C     | 1967-1973 e 1975-1980                       | 1970-1973 e 1976-1980 (7) | 275      | 37   |
| Luigi Mascalaito    | D     | 1969-1974                                   | 1973-1974 (1)             | 129      | 0    |
| Paolo Sirena        | D     | 1969-1977                                   | 1974-1976 (2)             | 205      | 14   |
| Francesco Guidolin  | C     | 1975-1977, 1978-1979, 1980-1982 e 1983-1984 | 1980-1982 (2)             | 102      | 14   |
| Roberto Tricella    | D     | 1979-1987                                   | 1982-1987 (5)             | 255      | 3    |
| Antonio Di Gennaro  | C     | 1981-1988                                   | 1987-1988 (1)             | 182      | 18   |
| Marco Pacione       | A     | 1986-1989                                   | 1988-1989 (1)             | 87       | 15   |
| Pietro Fanna        | C     | 1982-1985 e 1989-1993                       | 1989-1993 (4)             | 188      | 20   |
| Celeste Pin         | C     | 1991-1995                                   | 1993-1995 (2)             | 129      | 2    |
| Stefano Fattori     | D     | 1993-1997                                   | 1995-1996 (1)             | 125      | 0    |
| Antonio De Vitis    | A     | 1995-1999                                   | 1996-1999 (3)             | 107      | 38   |
| Leonardo Colucci    | C     | 1996-2002                                   | 1999-2002 (3)             | 151      | 59   |
| Vincenzo Italiano   | C     | 1996-2005 e 2005-2007                       | 2002-2004 (2)             | 248      | 25   |
| Alessandro Mazzola  | C     | 2000-2007                                   | 2004-2007 (3)             | 203      | 3    |
| Alberto Comazzi     | D     | 2002-2008 e 2009-2010                       | 2007-2008 (1)             | 193      | 3    |
| Nicola Corrent      | C     | 2007-2009                                   | 2008-2009 (1)             | 62       | 3    |
| Stefano Garzon      | C     | 2007-2011                                   | 2009-2010 (1)             | 81       | 3    |
| Luca Ceccarelli     | D     | 2008-2013                                   | 2010-2013 (3)             | 123      | 8    |
| Domenico Maietta    | D     | 2010-2014                                   | 2013-2014 (1)             | 119      | 5    |
| Luca Toni           | A     | 2013-2016                                   | 2014-2016 (2)             | 95       | 48   |
| Giampaolo Pazzini   | A     | 2015-2018 e 2018-2020                       | 2016-2018 e 2018-2020 (4) | 123      | 47   |
| Rômulo              | C     | 2013-2014 e 2015-2018                       | 2018 (1)                  | 117      | 13   |
| Miguel Veloso       | C     | 2019-2023                                   | 2020-2023 (3)             | 99       | 5    |
| Davide Faraoni      | D/C   | 2019-2024 e 2024-                           | 2023-2024 (3)             | 158      | 18   |
| Darko Lazović       | C     | 2019-                                       | 2024- (2)                 | 186      | 15   |

### Record di presenze e reti
Statistiche aggiornate al 21 gennaio 2025.

#### Presenze
| In assoluto - 337 Luigi Bernardi (1927-1939) - 330 Emiliano Mascetti (1967-1973, 1975-1980) - 324 Roberto Tricella (1979-1987) - 314 Rafael (2007-2016) - 262 Pio Gorretta (1929-1933, 1934-1940) - 260 Vincenzo Italiano (1996-2005, 2005-2007) - 258 Antonio Di Gennaro (1981-1988) - 256 Sergio Maddè (1967-1970, 1973-1978) - 253 Paolo Sirena (1969-1977) - 243 Giancarlo Savoia (1960-1961, 1962-1970)               | Campionato - 331 Luigi Bernardi (1927-1939) - 282 Rafael (2007-2016) - 280 Emiliano Mascetti (1967-1973, 1975-1980) - 258 Pio Gorretta (1929-1933, 1934-1940) - 255 Roberto Tricella (1979-1987) - 248 Vincenzo Italiano (1996-2005, 2005-2007) - 233 Giancarlo Savoia (1960-1961, 1962-1970) - 230 Sergio Maddè (1967-1970, 1973-1978) - 224 Sergio Sega (1946-1952, 1954-1955) - 207 Sante Begalli (1949-1957, 1958-1962)                            |
| Coppa Italia - 56 Antonio Di Gennaro (1981-1988) 56 Roberto Tricella (1979-1987) - 54 Domenico Volpati (1982-1988) - 44 Luciano Bruni (1983-1989) - 43 Emiliano Mascetti (1967-1973, 1975-1980) - 39 Silvano Fontolan (1983-1984, 1986-1988) - 37 Luigi Sacchetti (1983-1984, 1986-1988) - 36 Pietro Fanna (1982-1985, 1989-1993) 36 Mauro Ferroni (1983-1987) - 35 Paolo Sirena (1969-1977)                               | Competizioni UEFA - 16 Antonio Di Gennaro (1983-1984, 1986-1988) 16 Domenico Volpati (1983-1984, 1986-1988) - 15 Silvano Fontolan (1983-1984, 1986-1988) - 14 Luigi Sacchetti (1983-1984, 1986-1988) - 12 Giuliano Giuliani (1986-1988) - 11 Preben Elkjær Larsen (1986-1988) - 9 Vinicio Verza (1986-1988) - 8 Mauro Ferroni (1983-1984, 1986-1987) 8 Roberto Galia (1987-1988) 8 Marco Pacione (1987-1988) 8 Roberto Tricella (1983-1984, 1986-1987) |
| Serie A - 232 Emiliano Mascetti (1968-1973, 1975-1979) - 186 Darko Lazović (2019-) - 173 Paolo Sirena (1969-1974, 1975-1977) - 166 Sergio Maddè (1968-1970, 1973-1974, 1975-1978) 166 Domenico Volpati (1982-1988) - 149 Antonio Di Gennaro (1982-1988) - 148 Roberto Tricella (1982-1987) - 143 Silvano Fontolan (1983-1988) - 141 Davide Faraoni (2019-2024, 2024-) - 134 Pietro Fanna (1982-1985, 1989-1990, 1991-1992) | Serie B - 289 Luigi Bernardi (1929-1939) - 258 Pio Gorretta (1929-1933, 1934-1940) - 224 Sergio Sega (1946-1952, 1954-1955) - 217 Giancarlo Savoia (1960-1961, 1962-1968) - 207 Sante Begalli (1949-1957, 1958-1962) - 196 Erasmo Zamperlini (1954-1956, 1958-1963) - 187 Eros Fassetta (1958-1965) - 185 Gianluca Pegolo (2002-2007) - 182 Vincenzo Italiano (1997-1999, 2002-2007) - 172 Alessandro Mazzola (2002-2007)                              |
| Serie C/C1/LP1D - 100 Rafael (2007-2017) - 83 Luca Ceccarelli (2008-2011) - 76 Stefano Garzon (2007-2011) - 62 Gennaro Esposito (2009-2011) - 56 Nicola Corrent (2007-2009) 56 Angelo Pomponi (1941-1943) - 54 Giulio Pellicari (1941-1943) - 53 Giuseppe Russo (2009-2011) - 51 Guido Tavellin (1941-1943) - 50 Francesco Cangi (2009-2011)                                                                               | |

#### Record di marcature
| In assoluto - 74 Arnaldo Porta (1913-1915, 1919-1930) - 71 Sergio Sega (1946-1952, 1954-1955) - 58 Guido Tavellin (1939-1946, 1949-1950) - 52 Adaílton (1999-2006) - 51 Egidio Chiecchi (1920-1927, 1929-1930) 51 Luca Toni (2013-2016) - 49 Mario Patuzzi (1929-1932, 1934-1935) 49 Giampaolo Pazzini (2015-2018, 2018-2020) - 48 Preben Elkjær Larsen (1984-1988) - 46 Juan Gómez Taleb (2008-2010, 2011-2017) 46 Emiliano Mascetti (1967-1973, 1975-1980) | Campionato - 71 Sergio Sega (1946-1952, 1954-1955) - 69 Arnaldo Porta (1913-1915, 1919-1930) - 58 Guido Tavellin (1939-1946, 1949-1950) - 50 Adaílton (1999-2006) 50 Egidio Chiecchi (1920-1927, 1929-1930) - 49 Mario Patuzzi (1929-1932, 1934-1935) - 48 Luca Toni (2013-2016) - 47 Giampaolo Pazzini (2015-2018, 2018-2020) - 43 Bruno Biagini (1929-1934, 1937-1939, 1945-1947) - 42 Fabrizio Cammarata (1994-1997, 1998-2000) |
| Coppa Italia - 14 Antonio Di Gennaro (1981-1988) 14 Giuseppe Galderisi (1983-1986, 1988-1989) - 9 Emiliano Mascetti (1967-1973, 1975-1980) 9 Domenico Penzo (1981-1983) - 7 Preben Elkjær Larsen (1984-1988) 7 Maurizio Iorio (1983-1984, 1989-1990) 7 Marco Pacione (1986-1989) - 6 Domenico Volpati (1982-1988) - 5 Claudio Lunini (1990-1995) 5 Emiliano Macchi (1975-1976)                                                                               | Competizioni UEFA - 9 Preben Elkjær Larsen (1986-1988) - 3 Giuseppe Galderisi (1983-1984) - 2 Antonio Di Gennaro (1983-1984, 1986-1988) 2 Pietro Fanna (1983-1984) - 1 Thomas Berthold (1987-1988) 1 Silvano Fontolan (1983-1984, 1986-1988) 1 Marco Pacione (1987-1988) 1 Luigi Sacchetti (1983-1984, 1986-1988) 1 Giuseppe Volpecina (1987-1988) 1 Domenico Volpati (1983-1984, 1986-1988)                                       |
| Serie A - 48 Luca Toni (2013-2016) - 35 Emiliano Mascetti (1968-1973, 1975-1979) - 32 Preben Elkjær Larsen (1984-1988) - 28 Giuseppe Galderisi (1983-1986, 1988-1989) - 27 Livio Luppi (1972-1974, 1975-1978) - 20 Gianni Bui (1968-1970) 20 Gianfranco Zigoni (1972-1974, 1975-1978) - 18 Antonín Barák (2020-2022) 18 Sergio Clerici (1969-1971) 18 Pietro Fanna (1982-1985, 1989-1990, 1991-1992)                                                         | Serie B - 71 Sergio Sega (1946-1952, 1954-1955) - 49 Mario Patuzzi (1929-1932, 1934-1935) - 43 Bruno Biagini (1929-1934, 1937-1939, 1946-1947) - 38 Adaílton (2002-2006) - 33 Antonio Bonesini (1929-1931, 1937-1939) 33 Fabrizio Cammarata (1994-1996, 1998-1999) 33 Giampaolo Pazzini (2015-2018, 2018-2020) - 32 Antonio De Vitis (1995-1996, 1997-1999) - 31 Ugo Pozzan (1949-1953) - 29 Giacomo Conti (1937-1941, 1948-1951)  |
| Serie C/C1/LP1D - 29 Guido Tavellin (1941-1943) - 14 Giulio Pellicari (1941-1943) - 11 Angelo Pomponi (1941-1943) - 10 Flavio Cecconi (1941-1943) 10 Julien Rantier (2009-2010) - 9 Antonio Barbieri (1942-1943) - 8 Andy Selva (2009-2011) 8 Mario Sdraulig (1942-1943) 8 Christian Tiboni (2008-2009, 2011) - 7 Domenico Girardi (2008-2009) 7 Giuseppe Le Noci (2010-2011) 7 Thomas Pichlmann (2010-2011) 7 Giovanni Riccardi (1941-1942)                 | |

### Record di panchine
| In assoluto - 384 Osvaldo Bagnoli (1981-1990) - 222 Angelo Piccioli (1949-1953, 1954-1958) - 217 Giancarlo Cadè (1964-1965, 1968-1969, 1972-1975, 1980-1981) - 216 Andrea Mandorlini (2010-2016) - 137 János Vanicsek (1936-1938, 1946-1947) - 134 Ugo Pozzan (1966-1968, 1970-1972) - 126 Bruno Biagini (1947-1950, 1961-1962, 1963-1964) - 113 Ferruccio Valcareggi (1975-1978) - 109 Massimo Ficcadenti (2004-2007) - 80 Guido Tavellin (1957-1960, 1962-1964) | Campionato - 286 Osvaldo Bagnoli (1981-1990) - 222 Angelo Piccioli (1949-1953, 1954-1958) - 196 Andrea Mandorlini (2010-2016) - 189 Giancarlo Cadè (1964-1965, 1968-1969, 1972-1975, 1980-1981) - 133 János Vanicsek (1936-1938, 1946-1947) - 124 Bruno Biagini (1947-1950, 1961-1962, 1963-1964) - 120 Ugo Pozzan (1966-1968, 1970-1972) - 102 Massimo Ficcadenti (2004-2007) - 90 Ferruccio Valcareggi (1975-1978) - 77 András Kuttik (1929-1932) |
| Coppa Italia - 73 Osvaldo Bagnoli (1981-1990) - 20 Giancarlo Cadè (1964-1965, 1968-1969, 1972-1975, 1980-1981) - 19 Ferruccio Valcareggi (1975-1978) - 14 Andrea Mandorlini (2011-2016) - 8 Eugenio Fascetti (1990-1992) - 7 Luigi Cagni (1996-1998) 7 Massimo Ficcadenti (2004-2007) - 6 Renato Lucchi (1969-1971) 6 Ugo Pozzan (1967-1968, 1971-1972) 6 Cesare Prandelli (1998-2000)                                                                            | Competizioni UEFA - 16 Osvaldo Bagnoli (1983-1984, 1986-1988) |
| Serie A - 248 Osvaldo Bagnoli (1982-1990) - 90 Giancarlo Cadè (1968-1969, 1972-1974) 90 Andrea Mandorlini (2013-2016) 90 Ferruccio Valcareggi (1975-1978) - 76 Ivan Jurić (2019-2021) - 52 Ugo Pozzan (1970-1972) - 38 Renato Lucchi (1969-1971) 38 Marco Baroni (2023-2024) 38 Fabio Pecchia (2017-2018) - 34 Luigi Cagni (1996-1997) 34 Alberto Malesani (2001-2002) 34 Attilio Perotti (2000-2001) 34 Cesare Prandelli (1999-2000)                             | Serie B - 191 Angelo Piccioli (1949-1953, 1954-1957) - 133 János Vanicsek (1936-1938, 1946-1947) - 124 Bruno Biagini (1947-1950, 1961-1962, 1963-1964) - 102 Massimo Ficcadenti (2004-2007) - 99 Giancarlo Cadè (1964-1965, 1974-1975, 1980-1981) - 84 Andrea Mandorlini (2011-2013) - 77 András Kuttik (1929-1932) - 73 Guido Tavellin (1958-1960, 1962-1964) - 68 Egidio Chiecchi (1934-1936, 1938-1939) 68 Ugo Pozzan (1966-1968)                |
| Serie C/C1/LP1D - 68 Gian Marco Remondina (2008-2010) - 32 Guido Bosio (1942-1943) - 30 Karl Stürmer (1941-1942) - 22 Andrea Mandorlini (2010-2011) - 21 Davide Pellegrini (2007-2008) - 12 Giuseppe Giannini (2010-2011) - 7 Franco Colomba (2007-2008) - 6 Maurizio Sarri (2007-2008) | |